# Rajd Barbadosu
Rajd Barbadosu (Rally Barbados) – rajd samochodowy, odbywający się w Barbadosie w ramach mistrzostw kraju. Inauguracyjny Rajd Barbadosu odbył się w 1990 roku.

## Zwycięzcy
| Rok  | Kierowca        | Pilot              | Samochód                    |
| ---- | --------------- | ------------------ | --------------------------- |
| 1990 | Roger Skeete    | Charmaine Skeete   | Peugeot 205 GTI             |
| 1991 | Roger Skeete    | Roger Fields       | Peugeot 205 GTI             |
| 1992 | Roger Skeete    | Dave Crawford      | Peugeot 205 GTI             |
| 1993 | Kenny McKinstry | Robbie Philpott    | Subaru Legacy RS            |
| 1994 | Roger Skeete    | Dave Crawford      | Peugeot 205 GTI             |
| 1995 | Roger Skeete    | Dave Crawford      | Peugeot 205 GTI             |
| 1996 | Kenny McKinstry | Sean Gill          | Ford Escort RS 2000         |
| 1997 | Roger Skeete    | Dave Crawford      | Peugeot 306 S16             |
| 1998 | Jeffrey Panton  | John De Mercado    | Toyota Celica GT-4          |
| 1999 | Trevor Manning  | Michael Ward       | Mitsubishi Lancer Evo V     |
| 2000 | Roger Skeete    | Dave Crawford      | Ford Escort RS Cosworth     |
| 2001 | Roger Skeete    | Dave Crawford      | Ford Escort WRC             |
| 2002 | Roger Skeete    | Dave Crawford      | Ford Escort WRC             |
| 2003 | Paul Bourne     | Louis Venezia      | Subaru Impreza S4 WRC '98   |
| 2004 | Roger Skeete    | Dave Crawford      | Ford Escort WRC             |
| 2005 | Roger Mayers    | Max Ferri          | Ford Focus WRC              |
| 2006 | Gary Gregg      | Hugh Hutchinson    | Ford Focus RS WRC '02       |
| 2007 | Paul Bourne     | Stuart Maloney     | Subaru Impreza S4 WRC '98   |
| 2008 | Kris Meeke      | Paul Nagle         | Toyota Corolla WRC          |
| 2009 | Kris Meeke      | Paul Nagle         | Subaru Impreza S9 WRC '03   |
| 2010 | Roger Skeete    | Louis Venezia      | Subaru Impreza S12 WRC '06  |
| 2011 | Roger Skeete    | Louis Venezia      | Subaru Impreza S12 WRC '06  |
| 2012 | Paul Bird       | Kirsty Riddick     | Ford Focus RS WRC '08       |
| 2013 | Paul Bird       | Aled Davies        | Ford Focus RS WRC '08       |
| 2014 | Roger Skeete    | Louis Venezia      | Subaru Impreza S12 WRC '06  |
| 2015 | Jeffrey Panton  | Michael Fennell jr | Ford Focus RS WRC '06       |
| 2016 | Jeffrey Panton  | Michael Fennell jr | Ford Focus RS WRC '06       |
| 2017 | Jeffrey Panton  | Michael Fennell jr | Ford Focus RS WRC '06       |
| 2018 | Jeffrey Panton  | Michael Fennell jr | Ford Focus RS WRC '06       |
| 2019 | Dane Skeete     | Tyler Mayhew       | Subaru Impreza S12B WRC '07 |